# Dream Theater
Dream Theater ist eine amerikanische Progressive-Metal-Band aus New York City.
Die Formation zählt zu den wichtigsten Vertretern des Progressive Metal und gilt als eine der kommerziell erfolgreichsten dieses Genres. Sie verband als eine der ersten Gruppen die zeitgenössische Spielart des Heavy Metal mit dem Progressive Rock der 1970er Jahre. Ihr Debütalbum When Dream and Day Unite erhielt durchweg sehr gute Kritiken, blieb im Verkauf aber hinter den Erwartungen zurück. Der eigentliche Durchbruch gelang 1992 mit dem zweiten Album Images and Words.
Alle Mitglieder sind und waren auch in weiteren Projekten tätig; so wirkt beispielsweise Mike Portnoy auch bei Transatlantic, Flying Colors, The Winery Dogs, Sons of Apollo, OSI oder Liquid Tension Experiment (zusammen mit John Petrucci und Jordan Rudess) mit. Portnoy initiierte zudem Tribute-Bands für The Beatles, Led Zeppelin, The Who und Rush.

Schriftzug mit dem Majesty-Symbol

## Geschichte

### 1985–1990: Gründung
Im September 1985 wurde die Band von den Musikstudenten John Petrucci (Gitarre), John Myung (E-Bass) und Mike Portnoy (Schlagzeug) gegründet. Alle drei besuchten das Berklee College of Music und stammen aus New York. Der Keyboarder Kevin Moore und Sänger Chris Collins vervollständigten die Besetzung, welche unter dem Namen Majesty bekannt wurde. Schon bald musste die Band ihren Namen aus rechtlichen Gründen ändern, da Majesty bereits vergeben war. Der Name Dream Theater war ein Vorschlag des Vaters von Mike Portnoy, der sich von einem Kino in Monterey inspirieren ließ. Das ursprünglich kreierte Logo wurde über die Namensänderung hinaus jedoch beibehalten.
Nach einigen Demoaufnahmen und Besetzungsänderungen erschien 1989 das offizielle Debütalbum When Dream and Day Unite, auf dem Charlie Dominici anstelle von Chris Collins sang.

### 1991–1994: Durchbruch mitImages and WordsundAwake
Anderthalb Jahre nach dem Abgang von Sänger Charlie Dominici (wegen Problemen mit der Plattenfirma und künstlerischer Differenzen) verpflichtete die Band den Kanadier James LaBrie als neuen Vokalisten. Der klassisch ausgebildete LaBrie hat einen großen Tonumfang.
1992 erschien das zweite Album Images and Words, das mit rund 600.000 verkauften Exemplaren in den USA Gold-Status erhielt und damit als eines der erfolgreichsten Progressive-Metal-Alben gilt. Die Single-Auskopplung Pull Me Under erreichte Platz 10 der US-Billboard-Charts. Es wurden drei Videoclips produziert (Pull Me Under, Take the Time und Another Day), die alle von MTV ins Programm genommen wurden. Der weitere Titel Metropolis Part 1: The Miracle and the Sleeper ließ auf eine Fortsetzung schließen. Dream Theater tourte mit dem Album rund zwei Jahre lang und veröffentlichte danach das Livealbum Live at the Marquee (1993).
Kurz nach den Aufnahmen zu Awake verließ Keyboarder Kevin Moore aus verschiedenen musikalischen und wohl auch persönlichen Gründen die Band und entschied sich für eine Sololaufbahn mit seinem Projekt Chroma Key. Mit Wait for Sleep (Images and Words) und Space-Dye Vest (Awake) hinterließ er jedoch zwei in Fankreisen geschätzte Balladen. Letztere wurde seit seinem Ausstieg 1994 erstmals am 23. Januar 2011 in New York wieder live gespielt, da die Band es als sein persönliches Abschiedsstück betrachtete und ihm damit ihren Respekt erweisen wollte. Für die Aufnahme des Livealbums Live Scenes from New York (30. August 2000, Veröffentlichung am 11. September 2001) wurde er allerdings eingeladen, dieses Lied noch einmal gemeinsam zu spielen. Moore lehnte jedoch ab, da er nicht als „Ex-Dream-Theater-Keyboarder“ vorgeführt werden wolle.

### 1995–1998: Unter dem Druck des Labels
Mit Moores Nachfolger Derek Sherinian nahm Dream Theater das 23-minütige Epos A Change of Seasons (1995) auf, dessen Ursprünge bereits in das Jahr 1989 zurückgehen. Sherinian spielte vorher u. a. bei Alice Cooper und Kiss Hammond-Orgel. Nach der Waking-Up-Tournee nahm die Band ihr viertes Studioalbum Falling into Infinity (1997) auf. Es sollte als Doppel-CD erscheinen und mit einem langen Stück den Nachfolger zu Metropolis Part 1 enthalten. Die Plattenfirma drängte die Band jedoch in eine kommerziellere Richtung und kürzte einige Lieder. So wurde nur eine Einzel-CD ohne den Metropolis-Nachfolger veröffentlicht. Nach der Touring-into-Infinity-Welttournee legten die Bandmitglieder eine Pause ein, um sich anderen musikalischen Projekten zu widmen.
Von Liquid Tension Experiment (Instrumentalprojekt mit Bassist Tony Levin) brachten Portnoy und Petrucci den Keyboarder Jordan Rudess mit, der sich bei seinen Soli durch eine gitarrenähnliche Phrasierung auszeichnet, sein Vorgänger Sherinian musste die Band verlassen.

### 1999–2006: Weltweiter Erfolg

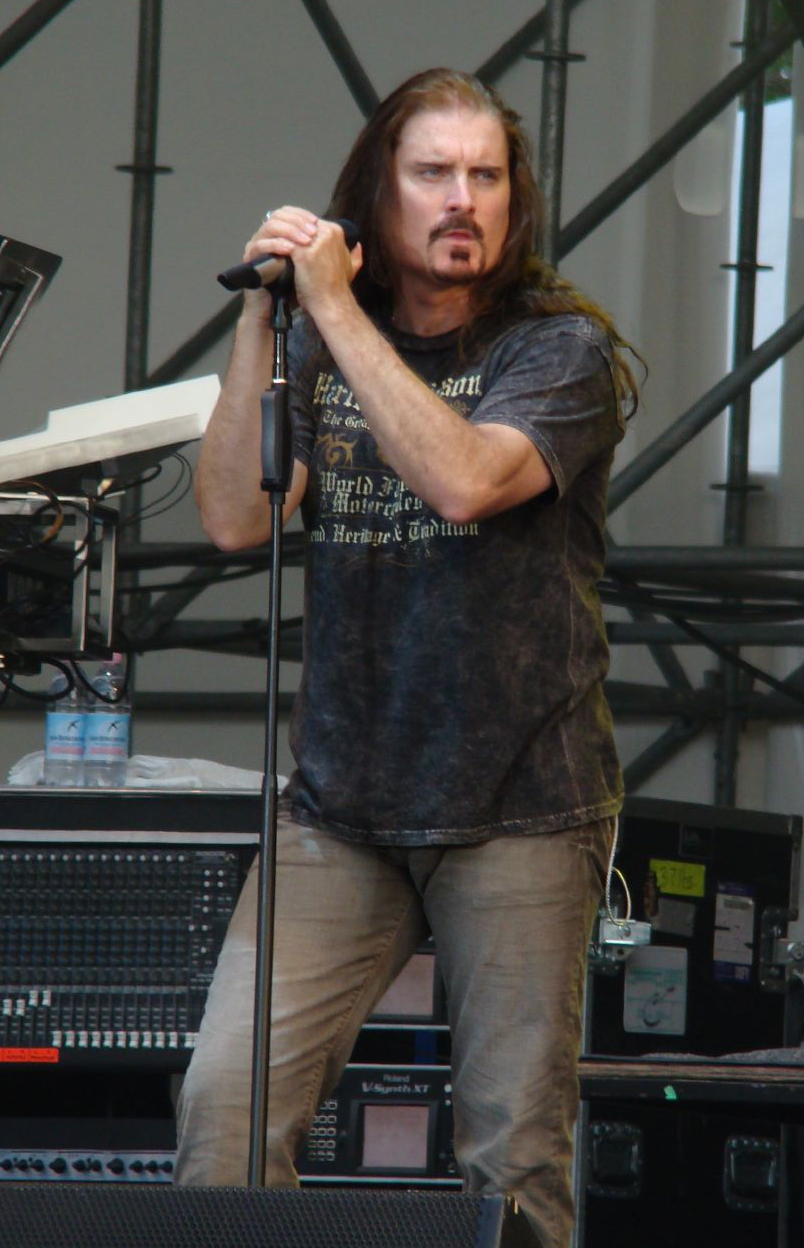
Sänger James LaBrie

Mit Rudess schrieb die Band nun am Nachfolger zu „Metropolis Part 1“, für den ihnen ihre Plattenfirma absolute künstlerische Freiheit gewährte. Das daraus resultierende fünfte Studioalbum Metropolis Pt. 2: Scenes From A Memory ist ein Konzeptalbum, welches inhaltlich sowie musikalisch zusammenhängt und zahlreiche Zitate aus dem ersten Teil beinhaltet. Stücke mit besonders virtuosen Instrumentalpassagen sind „Beyond This Life“, „Home“ und „The Dance of Eternity“.
Im Jahr 2000 folgte auf die Metropolis-2000-Welttournee die erste Live-DVD der Band mit einer visuellen Umsetzung des Konzeptalbums sowie der Dreifach-Live-CD Live Scenes from New York. Das ursprüngliche Cover griff das Konzept des brennenden Herzens auf, das bereits auf den Covern zu Images and Words und Live at the Marquee verwendet worden war, das Herz wurde aber durch einen Apfel (Big Apple als umgangssprachlicher Begriff für New York City) mit der Skyline New Yorks ersetzt. Wegen der Zeitgleichheit mit den Anschlägen auf das frühere World Trade Center wurde die CD umgehend aus den Ladenregalen genommen und anschließend mit ausgetauschtem Cover zwei Monate später wiederveröffentlicht und weiterverkauft. Das für die Neuveröffentlichung entwickelte Cover enthält dieselben Bildschnipsel, die auch vorher schon darauf zu sehen waren, lediglich wurde der brennende Apfel durch das goldene Majesty-Symbol ersetzt.
Nach dieser Tournee begann Dream Theater mit experimentellen Liedideen zu arbeiten und veröffentlichte im Jahre 2002 die Doppel-CD Six Degrees of Inner Turbulence. Das darauf enthaltene, gleichnamige 42-minütige Epos weist mit Overture und Reprise erneut typische Merkmale eines Konzeptalbums auf. Die Band betont aber, dass es nicht als solches verstanden werden soll. Entgegen der Behauptung, der Track Disappear wäre das Titellied der Verfilmung von Hamlet kommt der Song weder im Film selbst noch in den Credits vor – das Album erschien erst zwei Jahre später. Auch ein angeblich von Michael Bahr produzierter Videoclip existiert nur als Zusammenstellung von Filmsequenzen und Szenen des Dream Theater-Livealbums Live Scenes from New York.
Auf das Six Degrees-Album folgte dann die World-Tourbulence-Welttournee. Als Zugabe spielte die Band gelegentlich die Alben Master of Puppets (1986) von Metallica oder The Number of the Beast (1982) von Iron Maiden in voller Länge, ohne dass das Publikum vorher darüber informiert war. Entsprechende Performances aus Barcelona und Paris wurden von Dream Theater in der Official Bootleg-Reihe veröffentlicht.
Den Nachfolger Train of Thought (2003) schrieben Dream Theater innerhalb von nur drei Wochen. Musikalisch als Hommage an ihre Heavy-Metal-Vorbilder gedacht, zeichnet sich das Album durch geradlinige Härte und hohe Geschwindigkeit aus. Während der Welttournee zu diesem Album entstand das drei CDs umfassende Livealbum Live at Budokan, das sich vom vorangegangenen Dreifach-Livealbum durch eine fast komplett geänderte Setlist unterscheidet.
Im Juni 2005 erschien das achte Album Octavarium, auf dem sich der Stil wieder in eine melodischere Richtung bewegte. Darauf finden sich mehrere Balladen, die nach Angaben der Band von Bands wie U2 oder Coldplay beeinflusst sind (z. B. zu hören in „I Walk Beside You“).
Das 24-minütige Titelstück hingegen ist eine Hommage an bekannte Progressive-Rock-Bands wie Genesis, Pink Floyd, Yes und andere. Absichtlich werden musikalisch ähnliche Motive und Instrumente (z. B. das schwelgerische Keyboard/Gitarren-Intro, live mit Continuum-Fingerboard) als Anspielung auf „Shine On You Crazy Diamond“ von Pink Floyd verwendet. Die Texte zitieren bekannte Liedtitel (etwa „Lucy in the Sky with Diamonds“ der Beatles oder „Supper’s Ready“ von Genesis). Ab Sommer 2005 startete Dream Theater wieder eine ausgedehnte Welttournee und tourte u. a. mit Megadeth unter dem Namen Gigantour durch die USA. Auf der anschließenden 20th Anniversary Tour durch Europa coverte die Band traditionell wieder ein Album in voller Länge. The Dark Side of the Moon von Pink Floyd wurde das erste Mal im Oktober 2005 mit den Gastmusikern Theresa Thomason als Sängerin und Mike Kidson am Saxophon in Amsterdam vorgetragen. Während der Japan-Tournee im Januar 2006 wurde als Coveralbum jedoch Made in Japan von Deep Purple in Tokio live gespielt. Am 1. April 2006 spielten Dream Theater zum Ausklang ihrer 2005/2006-Welttournee und anlässlich ihres 20-jährigen Bestehens ein Konzert mit teilweiser Orchesterbegleitung in der New Yorker Radio City Music Hall, welches am 25. August unter dem Titel Score (englisch für Partitur, aber auch für Punktestand oder sexuelle Eroberung) auf CD und DVD veröffentlicht wurde.

### 2007–2016: Roadrunner Records

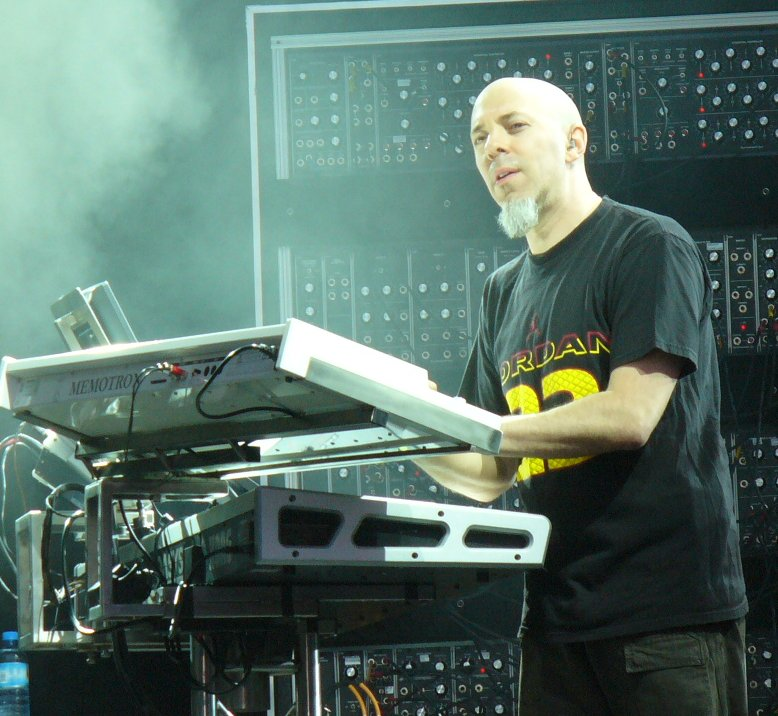
Jordan Rudess bei einem Konzert von Dream Theater in Berlin 2007

Im September 2006 gingen Dream Theater wieder ins Studio und arbeiteten an ihrem neuen Album Systematic Chaos. Die Aufnahmen wurden im Februar 2007 abgeschlossen und das Album am 1. Juni in Europa (am 5. Juni in Amerika) veröffentlicht. Es ist die erste Veröffentlichung der Band beim niederländischen Label Roadrunner Records. Der Titel „Constant Motion“ ist die erste Single-Auskopplung. Dream Theater drehte dazu erstmals seit fast zehn Jahren wieder ein offizielles Musikvideo. Im Stück „Repentance“ sind u. a. Joe Satriani, Mikael Åkerfeldt und Steve Vai als Sprecher zu hören.
Auf der im Juni 2007 begonnenen Chaos-in-Motion-World-Tour absolvierte die Band 115 Shows in 35 Ländern auf allen fünf Kontinenten. Am Eröffnungskonzert Gods of Metal 2007 in Mailand wie auch in Bonn wurde das komplette Album Images and Words zu Ehren dessen 15-jährigen Jubiläums gespielt. Am 26. September 2008 wurde die Live-DVD Chaos in Motion 2007–2008 veröffentlicht. Sie enthält Ausschnitte aus mehreren Konzerten der Chaos-in-Motion-World-Tour sowie eine 90-minütige Tour-Dokumentation.
Am 17. Dezember 2007 erschien in den USA eine von der Band genehmigte Biografie unter dem Titel Lifting Shadows: The Authorized Biography of Dream Theater. Eine zweite Auflage wurde 2009 um 40 Prozent auf 450 Seiten erweitert. Eine weitere Auflage erschien im Jahr 2013 und deckt den Zeitraum bis dorthin ab.
Die Aufnahmen zum zehnten Album Black Clouds & Silver Linings in den Avatar Studios in New York wurden im Frühjahr 2009 abgeschlossen, das Album wurde Ende Juni 2009 veröffentlicht und stieg am 3. Juli 2009 auf Platz 3 der deutschen Albumcharts ein.
Am 8. September 2010 gab Mike Portnoy in seinem offiziellen Forum bekannt, dass er die Band verlassen wird. Als Grund gab er unter anderem den konstanten Schreib- und Tourfluss an. In einer ersten Pressemitteilung teilte die Band mit, dass die übrigen Bandmitglieder ohne Mike Portnoy weitermachen wollen und für Anfang 2011 den Beginn der Arbeiten am nächsten Studioalbum planen.
Die Band lud die sieben Schlagzeuger Mike Mangini, Derek Roddy, Thomas Lang, Virgil Donati, Marco Minnemann, Aquiles Priester und Peter Wildoer zum Vorspielen nach New York ein, um einen Ersatz für Mike Portnoy zu finden. Die Proben und Gespräche wurden in der dreiteiligen Dokumentation mit dem Titel The Spirit Carries On auf dem Youtube-Kanal von Roadrunner Records hochgeladen. Im April 2011 im abschließenden dritten Teil der Doku gab die Band bekannt, dass der Job an US-Drummer Mike Mangini ginge.
Wie vom Regisseur der Dokumentation angekündigt, ist das elfte Album A Dramatic Turn of Events, das in zahlreichen Ländern die Top-10 der Charts erreichte, zusammen mit der Dokumentation auf DVD am 9. September in Europa und am 13. September 2011 in den USA erschienen.
Am 20. September 2013 erschien das zwölfte Studioalbum Dream Theater, am 29. Januar 2016 folgte Nummer dreizehn The Astonishing, gleichzeitig das zweite Konzeptalbum.

### Seit 2017: Bei Sony Music
Nach dem Wechsel zu Sony Music bzw. InsideOut Music im Dezember 2017 begannen im Juni 2018 die Arbeiten am vierzehnten Album Distance over Time. Im September 2018 wurde es fertiggestellt und im Februar 2019 veröffentlicht. Das Album erreichte am 1. März 2019 zum ersten Mal in der damals fast 35-jährigen Bandgeschichte den Spitzenplatz der deutschen Albumcharts. Die Tour zu Distance Over Time wurde im Jahr 2020 mit dem neunten Livealbum der Band Distant Memories – Live In London dokumentiert. Die Arbeiten am 15. Studioalbum A View from the Top of the World begannen durch den Tourabbruch wegen der Coronavirus-Pandemie früher als geplant im Oktober 2020; die Veröffentlichung erfolgte im Oktober 2021. Die Band nahm zum ersten Mal in ihrem eigenen Studio DTHQ auf. Das Album beinhaltet mit dem gleichnamigen Titelstück das erste lange Stück seit Illumination Theory aus dem Jahr 2013. The Alien hat den Grammy für Best Metal Performance im Jahr 2022 gewonnen, den ersten der Band, nach zwei vorangegangenen Nominierungen 2012 und 2014 für On The Backs Of Angels bzw. The Enemy Inside.
Im Oktober 2023 gab die Band bekannt, dass Mike Portnoy wieder als Schlagzeuger zur Gruppe zurückkehren und auch am nächsten Album, dem sechzehnten in ihrer langen Karriere, mitwirken würde.
Am 10. Oktober 2024 erschien die Single Night Terror des Albums "Parasomnia", das zum 7. Februar 2025 angekündigt ist.

## Konzerte

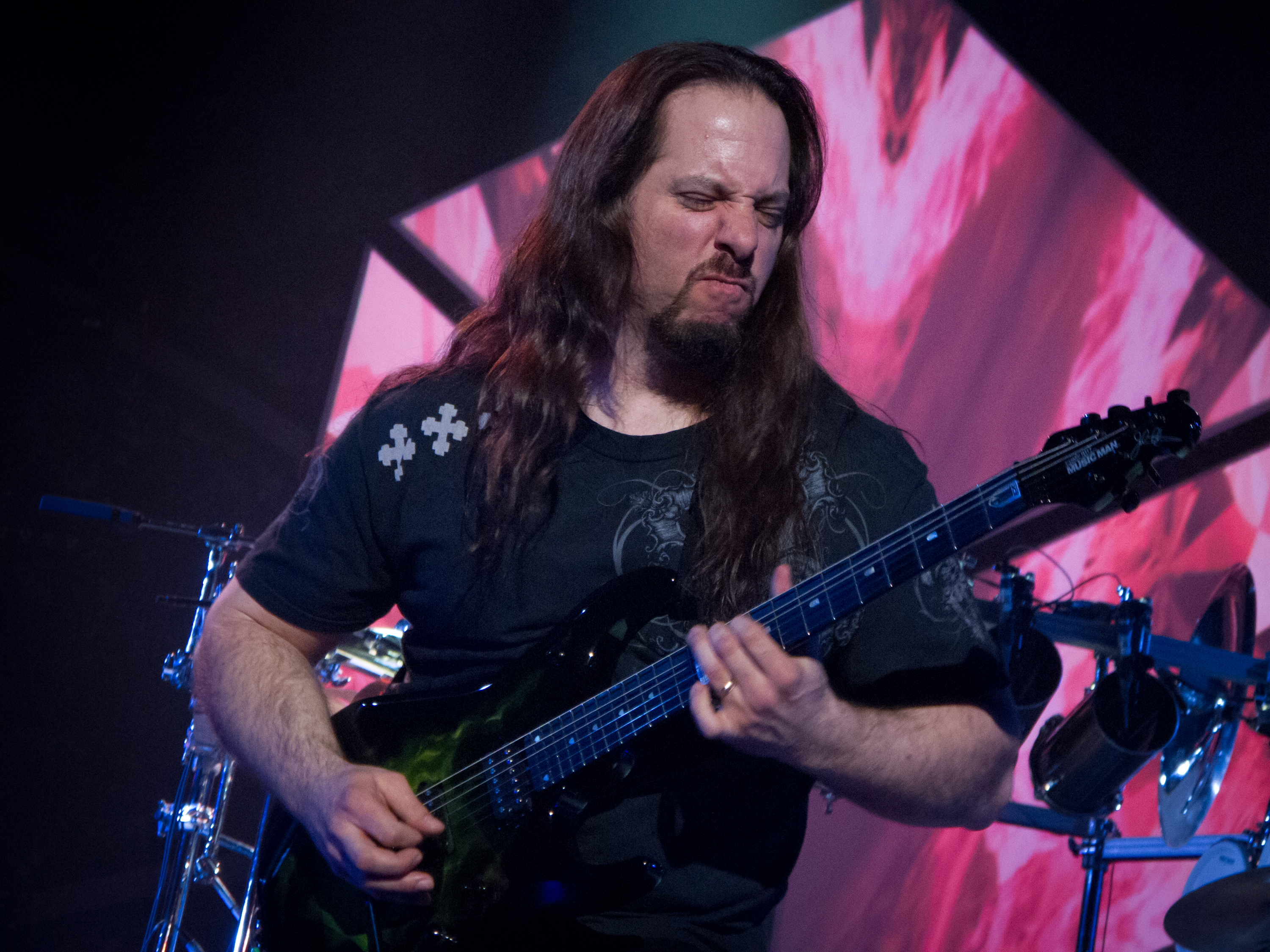
Gitarrist John Petrucci beim Konzert in Madrid, 2012

### Live-Auftritte
Dream Theater benutzten für ihre Konzerte flexible, dauernd wechselnde Setlists. Jedes einzelne Konzert jeder Tour hatte eine eigene, bis zu dessen Ausstieg stets von Mike Portnoy erstellte Setlist. Dabei wurde beachtet, dass sich die Setlist von früher in derselben Region benutzten Setlists unterscheidet. Seit 2011 sind die Setlisten auf jeder Tour konstant.
Seit der Einführung dieser Idee führen Dream Theater den Soundcheck nur noch über Kopfhörer durch – das heißt, die Lautsprecheranlage wird komplett ausgeschaltet, damit Fans, die schon vor Konzertbeginn anwesend sind, noch überrascht werden können. Das erfordert auch die Verwendung eines sehr komplexen Lichtsystems, das voreingestellte Bewegungen der Lampen, basierend auf der eingegebenen Setlist, ausführt.
Die Länge der Konzerte ist ein anderes herausstechendes Element von Dream Theater. Ihre Welttourneen werden seit Six Degrees of Inner Turbulence im Jahr 2002 überwiegend Evening-with…-Tourneen genannt, da die Band mindestens drei Stunden mit nur einer Pause und ohne Vorband spielt. Das Konzert der CD/DVD Live Scenes from New York dauerte über drei Stunden.

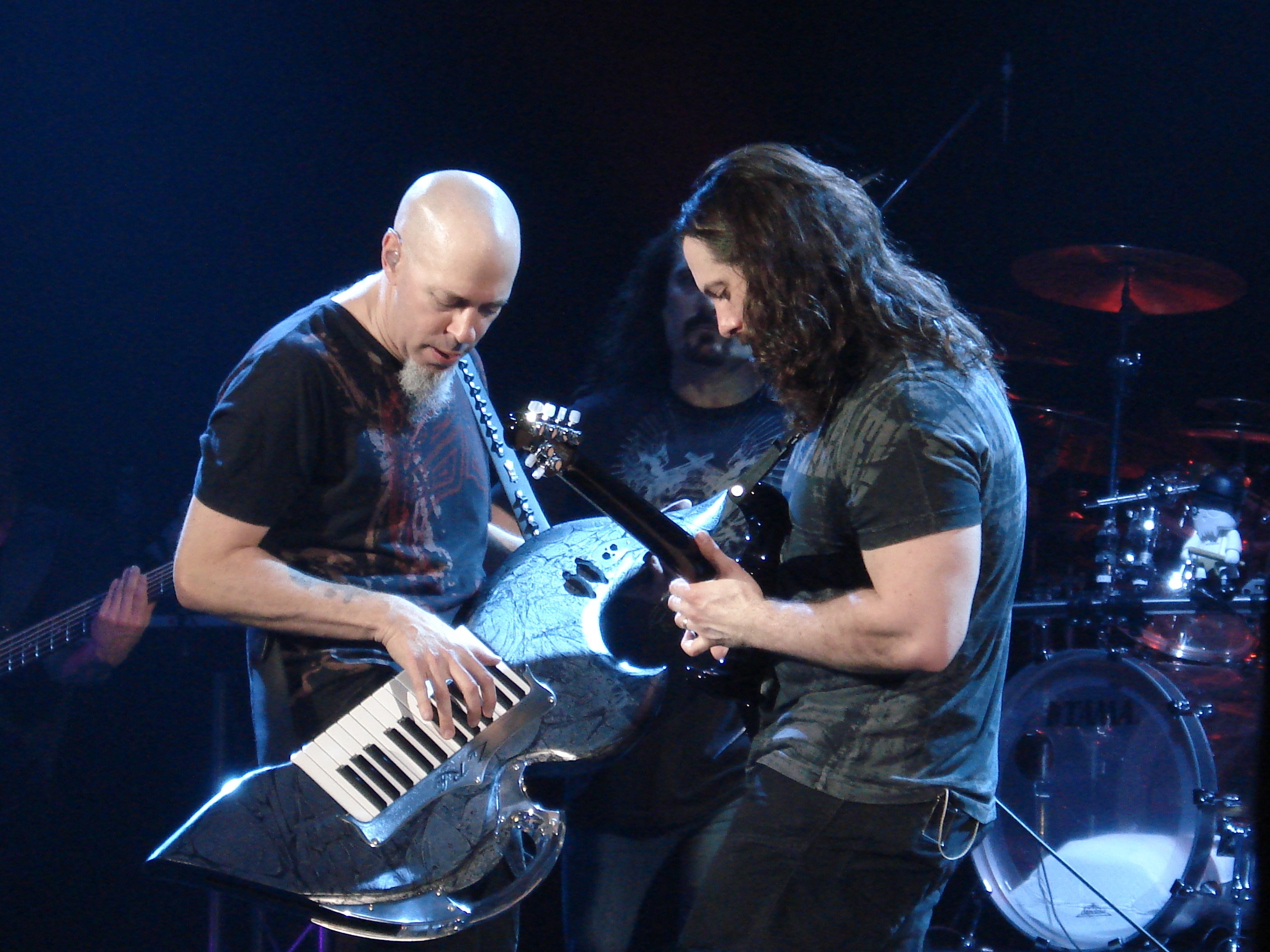
Rudess und Petrucci in Buenos Aires, Argentinien (2008)

Als Derek Sherinian noch bei der Band war, gab es einige Auftritte, in denen die Bandmitglieder die Instrumente tauschten und eine Zugabe als die erfundene Band „Nightmare Cinema“ gaben. Dabei wurde für gewöhnlich Perfect Strangers von Deep Purple und einmalig Suicide Solution von Ozzy Osbourne gespielt. Auch sind Sherinian, Petrucci und Portnoy unter dem Namen „Nicky Lemons and the Migraine Brothers“ auf die Bühne gekommen, allerdings nur bei sehr wenigen Konzerten. Sherinian, der eine Federboa und eine Sonnenbrille trug, sang dann ein Lied namens I Don’t Like You mit Petrucci und Portnoy als Zweitstimmen.
Im Vergleich zu Konzerten anderer Bands ist die Bühnenshow eher einfach gehalten. Die Musiker bleiben weitgehend an ihren Plätzen und konzentrieren sich darauf, die Stücke fehlerfrei über die Bühne zu bringen; das ist vor allem auf den Live-DVDs zu sehen, ist aber bei nicht aufgezeichneten Konzerten nicht so stark ausgeprägt. Eine Ausnahme ist hier James LaBrie, der z. B. während der Instrumentalparts oft über die Bühne rennt und mit dem Publikum kommuniziert. Auch die Fans bleiben im Vergleich zu den Fans anderer Metalbands ruhiger, Crowd surfing oder Pogo finden eher selten statt.

### Konzertaufnahmen und Bootlegs
Dream Theater ist eine der Progressive-Metal-Bands mit den meisten Bootlegs. Seit ihren allerersten Auftritten in New York als „Majesty“ haben Fans fast jede einzelne Show aufgenommen und auch einige sehr lange und professionelle Aufnahmen sind in Umlauf gekommen.
Von den Musikern selbst befürwortete allerdings nur Mike Portnoy die Veröffentlichung von Dream-Theater-Bootlegs, da er in seinen jüngeren Tagen selbst ein begeisterter Bootleg-Sammler war und auch ein eigenes persönliches Archiv von Dream-Theater-Material hat. Einige Aufnahmen vertrieb er durch die von ihm gegründete Firma YtseJam Records (YtseJam ergibt sich, wenn man „Majesty“ rückwärts schreibt), darunter auch zwei der bisherigen Coverauftritte zu Metallicas Master of Puppets, Iron Maidens Number of the Beast und aktuell Pink Floyds The Dark Side of the Moon sowie Made in Japan von Deep Purple. Die übrigen Bandmitglieder zeigen sich in der Regel kulant, wenn es darum geht, Autogrammwünsche auf Bootlegs zu erfüllen, nehmen persönlich allerdings eher eine neutrale bis ablehnende Haltung ein. Sie argumentieren unter anderem damit, dass Bootlegs den Bands die Kontrolle über ihre Konzerte nähmen und sie in die Hände der Öffentlichkeit gäben. Zudem solle sich das Publikum auf die Konzerte konzentrieren und nicht auf seine Aufnahmegeräte.
Seit 2005 gibt es außerdem einen Dream-Theater-Bootleg-Hub (Direct Connect), der sich ausschließlich mit dem Tauschen von (legalen) Bootlegs beschäftigt. Es handelt sich nicht ausschließlich um Bootlegs von Dream Theater.

## Diskografie
Studioalben

| Jahr | Titel Musiklabel                                 | Höchstplatzierung, Gesamtwochen, AuszeichnungChartplatzierungen (Jahr, Titel, Musiklabel, Platzierungen, Wochen, Auszeichnungen, Anmerkungen) | Höchstplatzierung, Gesamtwochen, AuszeichnungChartplatzierungen (Jahr, Titel, Musiklabel, Platzierungen, Wochen, Auszeichnungen, Anmerkungen) | Höchstplatzierung, Gesamtwochen, AuszeichnungChartplatzierungen (Jahr, Titel, Musiklabel, Platzierungen, Wochen, Auszeichnungen, Anmerkungen) | Höchstplatzierung, Gesamtwochen, AuszeichnungChartplatzierungen (Jahr, Titel, Musiklabel, Platzierungen, Wochen, Auszeichnungen, Anmerkungen) | Höchstplatzierung, Gesamtwochen, AuszeichnungChartplatzierungen (Jahr, Titel, Musiklabel, Platzierungen, Wochen, Auszeichnungen, Anmerkungen) | Anmerkungen                                                              |
| Jahr | Titel Musiklabel                                 | DE | AT | CH | UK | US | Anmerkungen                                                              |
| ---- | ------------------------------------------------ | --- | --- | --- | --- | --- | ------------------------------------------------------------------------ |
| 1989 | When Dream and Day Unite Mechanic                | — | — | — | — | — | Erstveröffentlichung: 6. März 1989 Verkäufe: + 37.092                    |
| 1992 | Images and Words Atco                            | DE94 (3 Wo.)DE | — | — | — | US61 Gold · (24 Wo.)US | Erstveröffentlichung: 30. Juni 1992 Verkäufe: + 604.000                  |
| 1994 | Awake East West                                  | DE15 (9 Wo.)DE | — | CH12 (8 Wo.)CH | UK65 (1 Wo.)UK | US32 (6 Wo.)US | Erstveröffentlichung: 30. September 1994 Verkäufe: + 271.570             |
| 1997 | Falling into Infinity East West                  | DE9 (5 Wo.)DE | — | CH43 (1 Wo.)CH | — | US52 (4 Wo.)US | Erstveröffentlichung: 23. September 1997 Verkäufe: + 141.946             |
| 1999 | Metropolis Pt. 2: Scenes from a Memory Elektra   | DE8 (5 Wo.)DE | — | CH44 (1 Wo.)CH | — | US73 (2 Wo.)US | Erstveröffentlichung: 25. Oktober 1999; Konzeptalbum Verkäufe: + 123.275 |
| 2002 | Six Degrees of Inner Turbulence Elektra          | DE12 (4 Wo.)DE | AT73 (2 Wo.)AT | CH52 (5 Wo.)CH | — | US46 (2 Wo.)US | Erstveröffentlichung: 28. Januar 2002 Verkäufe: + 32.773                 |
| 2003 | Train of Thought Elektra                         | DE16 (3 Wo.)DE | AT66 (1 Wo.)AT | CH44 (2 Wo.)CH | — | US53 (2 Wo.)US | Erstveröffentlichung: 10. November 2003 Verkäufe: + 125.000              |
| 2005 | Octavarium Atlantic                              | DE15 (4 Wo.)DE | AT35 (3 Wo.)AT | CH25 (6 Wo.)CH | UK72 (1 Wo.)UK | US36 (3 Wo.)US | Erstveröffentlichung: 6. Juni 2005 Verkäufe: + 56.000                    |
| 2007 | Systematic Chaos Roadrunner                      | DE7 (6 Wo.)DE | AT20 (3 Wo.)AT | CH14 (6 Wo.)CH | UK25 (2 Wo.)UK | US19 (5 Wo.)US | Erstveröffentlichung: 1. Juni 2007 Verkäufe: + 36.000                    |
| 2009 | Black Clouds & Silver Linings Roadrunner         | DE3 (9 Wo.)DE | AT18 (3 Wo.)AT | CH9 (6 Wo.)CH | UK23 (1 Wo.)UK | US6 (8 Wo.)US | Erstveröffentlichung: 19. Juni 2009 Verkäufe: + 40.000                   |
| 2011 | A Dramatic Turn of Events Roadrunner             | DE3 (5 Wo.)DE | AT5 (3 Wo.)AT | CH6 (7 Wo.)CH | UK17 (2 Wo.)UK | US8 (4 Wo.)US | Erstveröffentlichung: 9. September 2011 Verkäufe: + 36.000               |
| 2013 | Dream Theater Roadrunner                         | DE4 (4 Wo.)DE | AT7 (3 Wo.)AT | CH5 (5 Wo.)CH | UK15 (2 Wo.)UK | US7 (5 Wo.)US | Erstveröffentlichung: 20. September 2013 Verkäufe: + 34.000              |
| 2016 | The Astonishing Roadrunner                       | DE5 (7 Wo.)DE | AT6 (4 Wo.)AT | CH5 (9 Wo.)CH | UK11 (2 Wo.)UK | US11 (2 Wo.)US | Erstveröffentlichung: 29. Januar 2016; Konzeptalbum Verkäufe: + 30.000   |
| 2019 | Distance over Time InsideOut Music               | DE1 (7 Wo.)DE | AT5 (4 Wo.)AT | CH1 (7 Wo.)CH | UK12 (1 Wo.)UK | US24 (2 Wo.)US | Erstveröffentlichung: 22. Februar 2019                                   |
| 2021 | A View from the Top of the World InsideOut Music | DE2 (4 Wo.)DE | AT5 (3 Wo.)AT | CH3 (6 Wo.)CH | UK21 (1 Wo.)UK | US52 (1 Wo.)US | Erstveröffentlichung: 22. Oktober 2021                                   |
| 2025 | Parasomnia InsideOut Music                       | DE3 (4 Wo.)DE | AT4 (… Wo.)AT | CH2 (… Wo.)CH | UK23 (1 Wo.)UK | US41 (1 Wo.)US | Erstveröffentlichung: 7. Februar 2025                                    |

## Fanclubs
Weltweit existieren neun offizielle Fanclubs, deren Betreiber in engem Kontakt zu Band und Label stehen. Den Clubs wird regelmäßig Material zur Verfügung gestellt, das je nach Menge entweder an alle Mitglieder vergeben oder verlost wird. Besonders bekannt sind die sogenannten Fanclub-CDs und -DVDs, die seit 1996 jährlich erscheinen. Diese enthalten meist zuvor unveröffentlichte Demos, Live-Auftritte oder Radioversionen.
Folgende Fanclubs wurden bisher gegründet:
- Voices UK (Vereinigtes Königreich)
- The Mirror (Deutschland)
- Carpe Diem! (Japan)
- Your Majesty (Frankreich)
- Infinite Dreams (Griechenland)
- YtseBR (Brasilien)
- Home (Türkei)
- DTNorway (Norwegen)
- Ytsejammers Israel (Israel)

## Trivia
- Im März 2010 wurde für das Videospiel God of War III ein Soundtrack herausgegeben, der das Stück Raw Dog (Anagramm von God War) von Dream Theater beinhaltet. Dieses Instrumental wurde extra dafür komponiert.
- Das Lied Pull Me Under ist in Guitar Hero World Tour freispielbar.
- Das Lied Panic Attack ist in Rock Band 2 freispielbar. Constant Motion ist als herunterladbarer Inhalt verfügbar.
- Das Lied On the Backs of Angels ist in Sleeping Dogs auf dem Radiosender Roadrunner Records enthalten.
- Im deutschsprachigen Lustigen Taschenbuch Nr. 468 tritt eine Band namens  „Traumtheater“ mit dem Gitarristen John Petrutschi auf. Dieser kann angeblich 45 Noten in einer Sekunde spielen.

### Wissenschaftliche Literatur
- Gregory Richard McCandless: Rhythm and Meter in the Music of Dream Theater. — Dissertation am College of Music der Florida State University, 2009
- W. B. van Dijk: Progressive Traits in the Music of Dream Theater. — Utrecht: Bachelorarbeit an der Universität von Utrecht, 2013

### Biographie
- Rich Wilson: Lifting Shadows. The authorized Biography of Dream Theater. — Essential Works Limited, 2013

### Songbooks
- Dream Theater — Metropolis Pt. 2: Scenes from a Memory. — Alfred Publishing, 2000
- Dream Theater Keyboard Anthology. — Alfred Publishing, 2004

### Lehrbücher
- John Petrucci's Wild Stringdom. — Alfred Publishing, 2000
- Total Keyboard Wizardry. A technique and improvisation workbook. — Cherry Lane Music Company, 2004